# Louis Finot

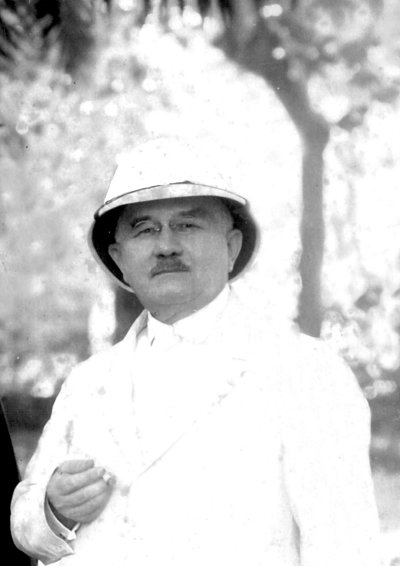
Louis Finot

Louis Finot (1864 tại Bar-sur-Aube - 1935 tại Toulon) là nhà khảo cổ học người Pháp và là nhà nghiên cứu chuyên về các nền văn hóa của khu vực Đông Nam Á.
Louis Finot là giám đốc đầu tiên của Viện Viễn Đông Bác cổ (EFEO, École française d'Extrême-Orient) thành lập năm 1900 tại Sài Gòn và sau đó năm 1902 chuyển ra Hà Nội. Ông có nhiều đóng góp được công nhận rộng rãi về nghiên cứu lịch sử, kiến trúc và minh văn Khmer và Đông Dương.

## Hoạt động
Finot bắt đầu sự nghiệp tại École Nationale des Chartes năm 1886. Sau đó ông nghiên cứu tiếng Phạn khi làm việc tại Thư viện Quốc gia Pháp.
Năm 1898, ông được bổ nhiệm làm giám đốc của Phái đoàn khảo cổ học ở Đông Dương, và năm 1900 đã lập ra Viện Viễn Đông Bác cổ. Ông cũng là giám đốc nghiên cứu tại École Pratique des Hautes Études và là giáo sư lịch sử và ngữ văn Đông Dương tại Collège de France từ năm 1920 đến 1930.
Khi làm giám đốc Viện Viễn Đông Bác cổ tại Hà Nội, ông đã mời các nhà khảo cổ như Henri Mansuy, Madeleine Colani, đến làm việc tại viện. Viện đã thực hiện nhiều khảo sát và khai quật ở Đông Dương. Những công trình này đã xác định ra các văn hóa cổ như văn hóa Hòa Bình, Bắc Sơn, Hạ Long,... còn lưu danh đến ngày nay.
Ông được bầu làm viện sĩ của Académie des Inscriptions et Belles-Lettres năm 1933.

## Thuyết Finot về nguồn gốc người Việt
Năm 1916 Finot đã đưa ra thuyết về nguồn gốc người Việt, dựa trên kiến thức chung về quá trình giống Indonesian xưa cư trú ở tiểu lục địa Ấn Độ, bị giống Aryan (nay gọi là Indo-European) "đánh đuổi" (hồi 30 - 50 Ka trước đây), nên phải chạy sang phía đông, trong đó có bán đảo Đông Dương. Tại phía đông bắc bán đảo, giống Indonesian hợp với giống Mongolian tạo thành giống Việt Nam. Thuyết này đề cập đến nguồn gốc dân tộc Việt từ thời đại đồ đá, cỡ 7 Ka trở về trước, trước khi được coi chung là "Bách Việt" trong các sử liệu Trung Quốc. Trong thời gian dài thuyết này được coi là có lý nhất.
Sau này có một số học giả không tán thành, cho rằng thuyết này không giải thích được thành tố ngôn ngữ khi "hợp giống", tức là từ vựng cơ bản của "giống Việt Nam" phải chứa một lượng nào đó từ vựng của các giống gốc.
Sau gần một thế kỷ, đến nay đã có nhiều thành tựu nghiên cứu đa ngành mới, đặc biệt là sinh học phân tử, ngôn ngữ học và tất nhiên, khảo cổ học, đã xác định thuyết nguồn gốc một trung tâm, hay thuyết "rời khỏi châu Phi" (Out-of-Africa) của loài người, làm rõ hơn quá trình đông tiến từ tiểu lục địa Ấn Độ dẫn đến hình thành các sắc dân ở bán đảo Đông Dương.

## Các đăng tải
| Năm     | Công trình | Tạm dịch                                                                             |
| ------- | --- | ------------------------------------------------------------------------------------ |
| 1896    | Les lapidaires indiens, Paris, Émile Bouillon (Bibliothèque de l'École des hautes études), 280 p.                                                     | Giản minh (?) người Ấn Độ                                                            |
| 1901    | La religion des Chams d'après des monuments. | Tôn giáo Champa theo các di tích                                                     |
| 1904    | Noté d'épigraphie indochinoise: Les inscriptions de Mi Son.                                                                                           | Ghi chú về minh văn Đông Dương: Chữ khắc ở Mỹ Sơn                                    |
| 1916    | Notes d'épigraphie indochinoise, Hanoi, Imprimerie d'Extrême-Orient, 439 p.                                                                           | Ghi chú về minh văn Đông Dương                                                       |
| 1917    | "Recherches sur la littérature laotienne", BEFEO 17/5, p. 1-219.                                                                                      | Nghiên cứu về văn học Lào                                                            |
| 1921    | "Archéologie indochinoise" et "L'ethnographie indochinoise", BEFEO 21/1, p. 43-166 et 167-196.                                                        | "Khảo cổ học Đông Dương" và "dân tộc học Đông Dương"                                 |
| 1923    | Les questions de Milinda, Milinda-Pañhha. Traduit du pali avec introduction et notes, Paris, Bossard (Les classiques de l'Orient, 8).                 | Các vấn đề về Milinda, Milinda-Pañhha. Dịch từ tiếng Pali với giới thiệu và ghi chú. |
| 1925    | "Lokesvara en Indochine", Paris, EFEO/Van Oest, (PEFEO 19), Études Asiatiques (1), p. 227-256, pl. 16-25.                                             | "Lokesvara ở Đông Dương"                                                             |
| 1925    | "Inscriptions d'Angkor", BEFEO 25/3-4, p. 297-407. | Chữ khắc Angkor                                                                      |
| 1926    | (Avec Victor Goloubew et Henri Parmentier), Le temple d'Içvarapura (Banteay Srei, Cambodge), Paris, EFEO (Mémoires archéologiques, 1), 140 p., 72 pl. | Ngôi đền Pura Isvara (Banteay Srei, Campuchia)                                       |
| 1928    | "Nouvelles inscriptions du Cambodge", BEFEO 28/1-2, p. 43-80, pl. 1-5.                                                                                | "Tin tức của chữ khắc Campuchia" (?)                                                 |
| 1929-32 | (Avec V. Goloubew et George Coedès), Le temple d'Angkor Vat, Paris, EFEO (Mémoires archéologiques, 2).                                                | Ngôi đền Angkor Wat                                                                  |